# Yasuaki Kato
Yasuaki Kato (født 10. april 1976) er en tidligere japansk fodboldspiller.
Han har spillet for flere forskellige klubber i sin karriere, herunder Nagoya Grampus Eight.